# Lymphadenitis
Als Lymphadenitis oder auch reaktive Lymphknotenschwellung wird die Lymphadenopathie (krankhafte Schwellung von Lymphknoten) aufgrund von akuten oder chronischen Infektionen bezeichnet.
Beispiele von Krankheiten, die mit Lymphadenitis einhergehen:
- Akute virale Infekte:
  - Virale Pharyngitis: Epstein-Barr-Virus (Pfeiffer-Drüsenfieber), Cytomegalievirus (Zytomegalie), Rotavirus
  - Masern
  - Röteln
- Akute bakterielle Infekte:
  - Hautmilzbrand
  - Katzenkratzkrankheit
  - Pseudotuberkulose (Lymphadenitis caseosa)
  - Yersiniose, siehe auch Lymphadenitis mesenterialis
  - Lymphogranuloma venereum durch Chlamydia trachomatis
- Chronische bakterielle Infekte:
  - Lymphknotentuberkulose
  - Skrofulose